# Oyster Bay (Cap-Oriental)
Pour les articles homonymes, voir Oyster Bay.
Oyster Bay (Afrikaans : Oesterbaai ou baie de l'huître en français) est un petit village balnéaire situé dans la province du Cap-Oriental en Afrique du Sud, à environ 125 km au sud-ouest de Port Elizabeth.

## Localisation
Oyster Bay est une enclave balnéaire situé entre St Francis Bay et la côte de Tsitsikamma. Elle se compose d'un hameau au bord de l'océan indien et d'un township situé en retrait dans les terres.

## Démographie

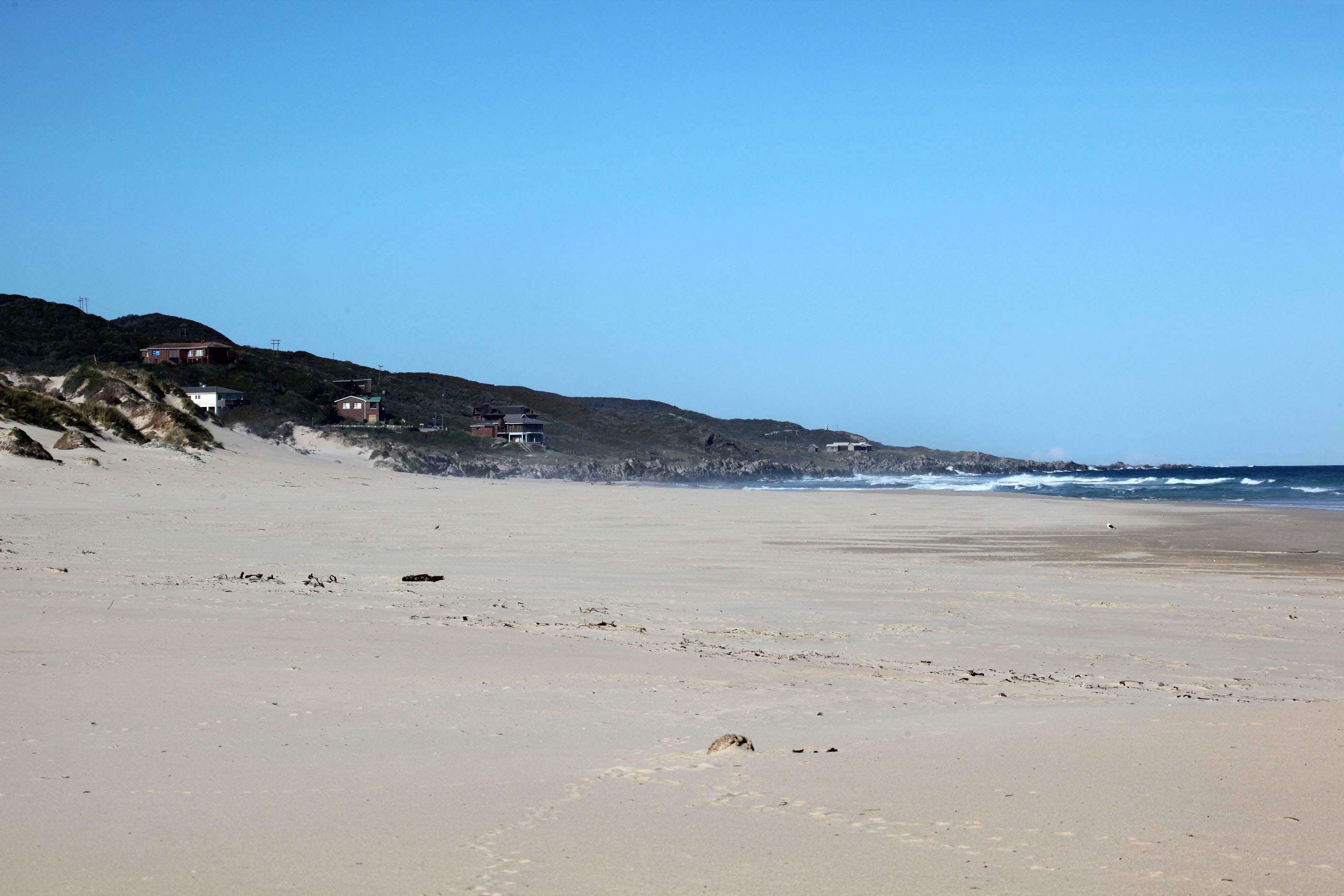
Oyster Bay.

Selon le recensement de 2011, Oyster Bay compte 674 habitants (41,25% de noirs, 40,21% de coloureds et 17,95% de blancs). 
L'afrikaans est la langue maternelle majoritairement utilisée par la population locale (73 %) devant l'isiXhosa (20,92 %).

## Historique
Le hameau de Oyster Bay fut fondé en 1967 sur le site de la ferme Graskop. 

## Tourisme
Oyster Bay est réputée pour ses fynbos et pour les épaves qui jalonnent sa côte. Oyster Bay est principalement un village de vacances et de résidences secondaires situées au bord ou à courte distance de la plage, face à l'Océan Indien.